# Jean-Claude Dunyach
Jean-Claude Dunyach (Toulouse, 1957. július 17. –) francia sci-fi-író.

## Élete
1957-ben született, matematikát és számítástechnikát tanult. Mérnöki végzettségét 1982 óta az Airbus cégnél kamatoztatja. Ráérő idejében azonban egészen más dolgok foglalkoztatják: egy rockegyüttes énekes-gitárosa volt, dalszövegeket írt, és rövid időre még egy szexboltot is vezetett Toulouse-ban – saját bevallása szerint azért, mert az olyan jól mutat az önéletrajzában. Közben pedig írni kezdett, fantasztikus történeteket.

## Munkássága
Első elbeszélése 1982-ben jelent meg a Fiction magazinban. Négy évvel később már önálló novelláskötete látott napvilágot Autoportrait címmel. Regénnyel első ízben 1987-ben jelentkezett: a Le jeu des sabliers két kötetre bontva került a boltokba a neves Fleuve Noir kiadó SF-sorozatában, bár a történet sokkal inkább fantasy volt.
A Halott csillagok 1991–92-ben jelent meg először, három részre bontva. Egy kötetbe gyűjtve csak 2000-ben jutott el az olvasókhoz. Időközben már egy folytatása is megjelent, az Ayerdhallal közösen írt Haldokló csillagok (Étoiles mourantes). A szerző mindemellett évekig dolgozott a Galaxies magazin szerkesztőjeként. Dunyach művei a legnagyobb francia SF-díjak mindegyikét elnyerték, de ő ennyivel nem elégedett meg: hazája azon kevés SF-szerzője közé tartozik, akiknek sikerült az angol nyelvű piacra is betörni. Ezt bizonyítják a különböző folyóiratokban és antológiákban megjelent elbeszélések, valamint egy önálló novelláskötet, a The Night Orchid: Conan Doyle in Toulouse, amelyhez 2004-ben nem kisebb név, mint David Brin írt bevezetőt.
Művei magyarul a Galaktika Fantasztikus Könyvek sorozatában jelentek meg.

## Magyarul
- Halott csillagok; ford. Fülöp Veronika; Metropolis Media, Bp., 2008 (Galaktika fantasztikus könyvek)
- Jean-Claude Dunyach–Yal Ayerdhalː Haldokló csillagok; ford. Csuti Emese; Metropolis Media, Bp., 2010 (Galaktika fantasztikus könyvek)